# Torneo di Wimbledon 1925
Il Torneo di Wimbledon 1925 è stata la 45ª edizione del Torneo di Wimbledon e terza prova stagionale dello Slam per il 1925.
Si è giocato sui campi in erba dell'All England Lawn Tennis and Croquet Club di Wimbledon a Londra in Gran Bretagna. 
Il torneo ha visto vincitore nel singolare maschile il francese René Lacoste
che ha sconfitto in finale in 4 set il connazionale Jean Borotra con il punteggio di 6–3 6–3 4–6 8–6.
Nel singolare femminile si è imposta la francese Suzanne Lenglen che ha battuto in finale in 2 set la britannica Joan Fry Lakeman.
Nel doppio maschile hanno trionfato René Lacoste e Jean Borotra, 
il doppio femminile è stato vinto dalla coppia formata da Suzanne Lenglen e Elizabeth Ryan e 
nel doppio misto hanno vinto Suzanne Lenglen con Jean Borotra.

## Risultati

### Singolare maschile
René Lacoste ha battuto in finale  Jean Borotra con il punteggio di 6–3 6–3 4–6 8–6

### Singolare femminile
Suzanne Lenglen ha battuto in finale  Joan Fry Lakeman con il punteggio di 6–2, 6–0

### Doppio maschile
René Lacoste /  Jean Borotra hanno battuto in finale  John Hennessey /  Raymond Casey con il punteggio di 6–4, 11-9, 4–6, 1–6, 6–3

### Doppio femminile
Suzanne Lenglen /  Elizabeth Ryan hanno battuto in finale  Kathleen Bridge /   Mary McIlquham con il punteggio di 6–2, 6–2

### Doppio misto
Suzanne Lenglen /  Jean Borotra hanno battuto in finale  Elizabeth Ryan /  Uberto De Morpurgo con il punteggio di 6–3, 6–3